# Margo Vleesenbeek
Margo Vleesenbeek es una deportista neerlandesa que compitió en natación sincronizada. Ganó una medalla de bronce en el Campeonato Europeo de Natación de 1974, en la prueba de equipo.

## Palmarés internacional
| Campeonato Europeo | Campeonato Europeo       | Campeonato Europeo | Campeonato Europeo |
| Año                | Lugar                    | Medalla            | Prueba             |
| ------------------ | ------------------------ | ------------------ | ------------------ |
| 1974               | Ámsterdam (Países Bajos) | Medalla de bronce  | Equipo             |